# Austrogoniodes antarcticus
Austrogoniodes antarcticus är en insektsart som beskrevs av Harrison 1937. Austrogoniodes antarcticus ingår i släktet pingvinlöss, och familjen fjäderlöss. Inga underarter finns listade i Catalogue of Life.